# Шереметєв Олександр Дмитрович

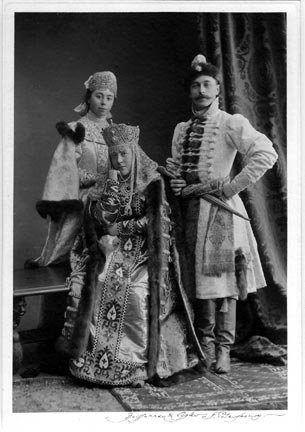
1903 рік. Олександр, Марія та Єлизавета Шереметєви.

Олекса́ндр Дми́трович Шереме́тєв (рос. Александр Дмитриевич Шереметев; 27 лютого 1859, Санкт-Петербург, Російська імперія — 18 травня 1931, Сент-Женев'єв-де-Буа (Ессонн), Франція) — російський офіцер, музикант і меценат. Внук Миколи Шереметєва і співачки Парасковії Жемчугової. Власник садиб Ульянка і Александрино.

## Життєпис
Закінчив Пажеський Його Імператорської Величности корпус. У 1889—1894 роках ад'ютант головнокомандувача військами гвардії і Петербурзького військового округу, в 1894 р. шталмейстер двору, з 1899 р. офіцер для особливих доручень при Військовому міністерстві. Флігель-ад'ютант (1902). Генерал-майор почту (1909).
Навчався музиці у Теодора Лешетицького (фортепіано), Івана Мельникова (вокал), Василя Вурма (корнет-а-пістон). У 1882-му заснував приватний оркестр, який з 1898 року почав давати «народні» (загальнодоступні) симфонічні концерти. У 1908 році пожертвував 20 000 рублів на заснування стипендій імені Миколи Римського-Корсакова в Санкт-Петербурзькій консерваторії. У 1910—1916 роках очолював у Санкт-Петербурзі Музично-історичне товариство, концерти якого відігравали помітну роль у музичному житті російської столиці: оркестр товариства, зокрема, ознайомив публіку з творами таких композиторів, як Ян Сібеліус і Ріхард Штраус, а 21 грудня 1913 (3 січня 1914) в суспільстві з ініціативи Шереметєва представлено російську прем'єру опери Ріхарда Ваґнера «Парсіфаль» з запрошеною з Парижа Фелією Литвин у партії Кундрі. З ініціативи Шереметєва в Петербурзі встановлено меморіальні дошки Олександрові Даргомижському, Милієві Балакірєву, Олександрові Сєрову і Модестові Мусоргському, проводився всеросійський збір коштів на пам'ятник Петрові Чайковському. У 1901—1917 роках Олександр Шереметєв — начальник Придворної співацької капели.
У 1892—1894 роках він перший голова Російського пожежного товариства. 1892 року брав участь у влаштуванні Всеросійської пожежної виставки. Видавав журнал «Пожежник».
З 1918 року Шереметєв в еміграції.

## Родина
1883 року одружився з графинею Марією Федорівною Гейден (1863—1939). Подружжя мало чотирьох дітей:
- Єлизавета (1884—1962) — в шлюбі княгиня Андроникова
- Дмитро (1885—1963) — чоловік графині Домни Олексіївни Бобринської (1886—1956)
- Георгій (1887—1971) — чоловік княжни Катерини Дмитрівни Голіциної (1889—1936)
- Олександра

## Нагороди

### Російські
- Орден святого Станіслава III ступеня (1892)
- Орден святого Володимира IV ступеня (1896)
- Орден святої Анни III ступеня (1900)
- Орден святого Станіслава II ступеня (1906)
- Орден святого Володимира III ступеня (1911)
- Орден святого Станіслава І ступеня (1913)
- Орден святої Анни I ступеня (1916)
- Медаль «На пам'ять про коронацію імператора Олександра III»
- Медаль «На пам'ять про царствування імператора Олександра III»
- Медаль «На пам'ять про коронацію імператора Миколи II»

### Іноземні
- Орден Вази, кавалерський хрест (1888), Швеція
- Орден Почесного легіону, кавалерський хрест (1892), Франція
- Орден Таковського хреста IV ступеня (1892), Сербія
- Орден Князя Даниїла I IV ступеня (1894), Чорногорія
- Орден «Османіє» ІІІ класу (1895), Туреччина
- Королівський Вікторіанський орден IV класу (1902), Велика Британія
- Орден Подвійного Дракона ІІ класу, III ступеня (1902), Китай
- Орден Корони ступеня командор (1902), Італія
- Орден Спасителя ІІІ ступеня (1902), Греція;
- Орден Почесного легіону, офіцерський хрест (1902), Франція
- Орден Лева і Сонця ІІ ступеня (1905), Персія
- Орден Меча, командорський хрест І класу (1908), Швеція
- Орден Генріха Лева І класу (1912), Брауншвайґ